# Dia de la Conscienciació Intersexual
El Dia de la Conscienciació Intersexual, també anomenat Dia de la Visibilitat Intersexual, és un dia de celebració internacional destinat a ressaltar els drets humans de les persones intersexuals.

## Història
L'esdeveniment commemora la primera manifestació pública de persones intersexuals, el 26 d'octubre de 1996, fora de la seu a Boston, on l'Acadèmia Americana de Pediatria convocava la seva conferència anual.